# Basílica de San Pedro (Castello)

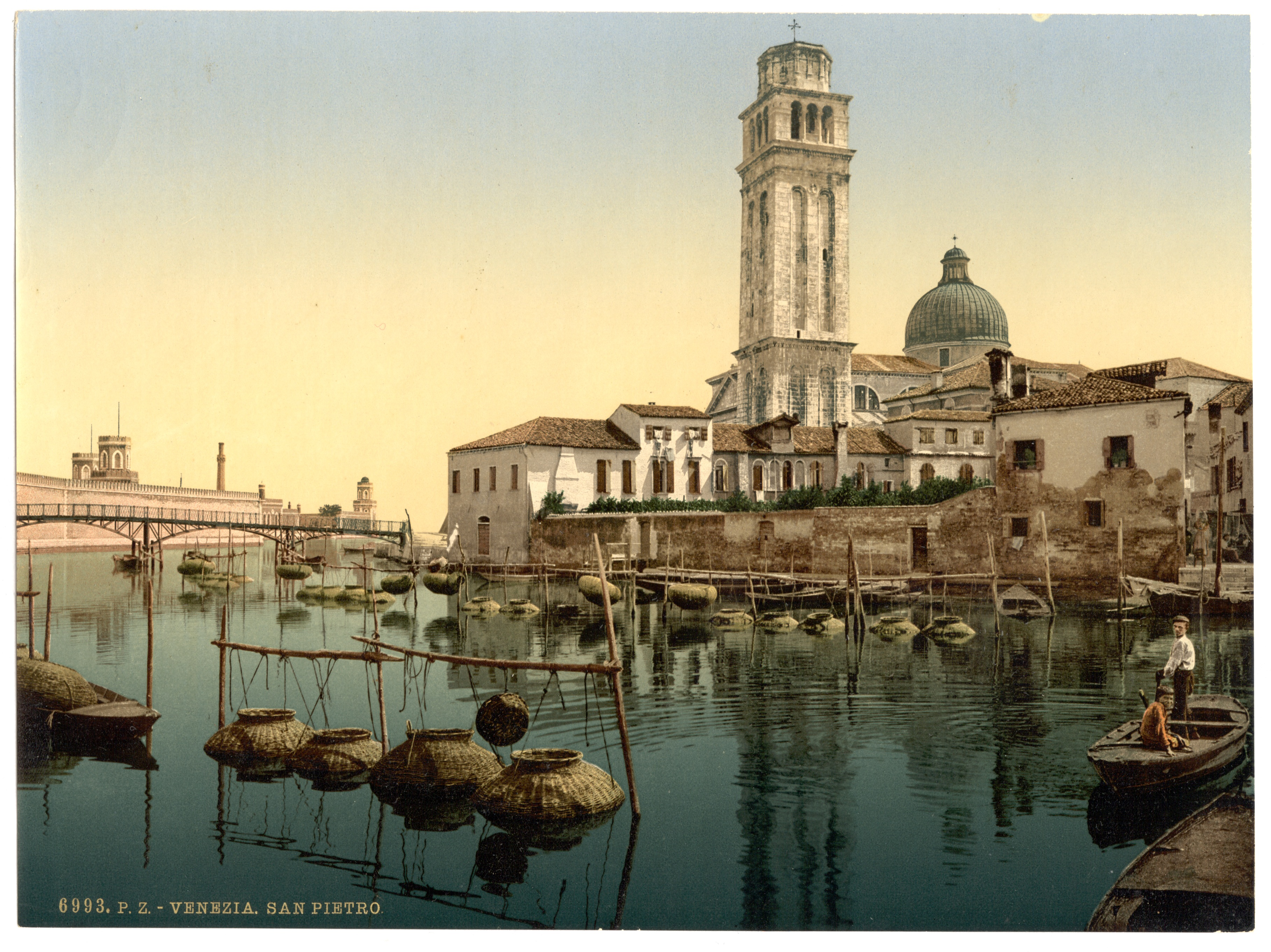
La basílica entre 1890 y 1900

La basílica de San Pietro di Castello es una  una basílica menor  en Venecia, hasta 1807 la catedral del patriarcado de Venecia. Se encuentra en el extremo nororiental de la ciudad de Venecia, en el distrito de Castello, no lejos de los muelles del Arsenale. 
Es parte de la asociación Chorus Venezia.

## Historia
Según informa el cronista Giovanni Diácono[[]], se inició en la época de la expulsión del patriarca de Grado Fortunato, mientras que la consagración tuvo lugar nueve años después, en el período en que fue asesinado el dux Obelerio; por lo tanto, debería haber sido construido a partir de 822 - 82 y completado alrededor de 831 - 832. El testimonio es parcialmente confirmado por el testamento de Orso, obispo de Olivolo desde 822, quien afirma que fue él quien puso los cimientos del edificio.
Esto induica que la diócesis de Olivolo, fundada en775-776, originalmente tenía otra catedral, por lo cual, serían ciertas aquellas tradiciones que dicen que sería San Pedro, fundado en el siglo VII e inicialmente consagrado a los Santos Sergio y Baco. Esto sugeriría la existencia de una iglesia más antigua en cuyo lugar se construyó la actual en la primera mitad del siglo IX. Otros estudiosos han teorizado que la primera catedral de Olivolo fue la iglesia de San Teodoro, la actual basílica de San Marco.
Del primitivo edificio no queda nada, salvo un fragmento de mosaico, conservado en la capilla Lando.
En 1120 un incendio arrasó el templo; la nueva estructura, reproducida fielmente en el plan de Jacopo de' Barbari del siglo XVI, asumió una dimensión más majestuosa, con un baptisterio adyacente, dedicado a San Giovanni Battista, ahora perdido.
En 1451, con la supresión del patriarcado de Grado y el establecimiento de la diócesis de Castello como patriarcado de Venecia (bula del papa Nicolás V), la basílica de San Pietro se convierte en la nueva catedral patriarcal.
Fue el patriarca Antonio Contarini quien decidió realizar trabajos de restauración en el techo, bóvedas y piso entre 1508 y 1524. Entre 1512 y 1526 se reconstruyeron las capillas menores y se rehízo el mobiliario y la decoración.
En 1556, habiéndose convertido en patriarca de Venecia, Antonio Diedo estipuló un contrato con Andrea Palladio el 7 de enero de 1558, quien sin embargo se retiró en 1559, a la muerte de Diedo. Esta habría sido su primera intervención en Venecia. Palladio probablemente llegó a la prestigiosa tarea, que no se completó, gracias a Daniele y Marcantonio Barbaro, que son garantes del contrato con los albañiles en enero de 1558.
Las obras se reanudaron en 1596 bajo la dirección de Francesco Smeraldi, por encargo del patriarca Lorenzo Priuli, a quien debemos la construcción de la fachada. A partir de 1619 Gerolamo Grapiglia se encargó de la creación de los interiores, bajo el patriarcado de Giovanni Tiepolo.
Desde 1630 hasta la caída de la República, la Serenissima Signoria hizo una peregrinación anual a la basílica, el 8 de enero, para celebrar la liberación de la ciudad de la peste.
Con la caída de la República de Venecia y la pérdida de la función de la basílica de San Marco como iglesia estatal, sujeta a la autoridad de un primicerio ducal, en 1807, a instancias de Napoleón, la sede patriarcal fue trasladada a San Marco. A la vez, el capítulo canónico de San Pietro di Castello se unió al capítulo palatino de San Marco.
El estatuto canónico de la basílica catedralicia (rectius patriarcale) y de la basílica de San Pietro di Castello está regulado por la bula de Pío VII Ecclesias Quae, fechada el 24 de septiembre de 1821. 5Una vez que la catedral se trasladó definitivamente a San Marco, a San Pietro se le concedió la dignidad de basílica menor "ad instar basilicarum minorum almae Urbis" ; y su párroco obtuvo el título de arcipreste además, el arcipreste es, durante munere, canónigo de la catedral basílica de San Marco.
Con el traslado de la sede, el monasterio adyacente a la basílica de San Pietro se transformó en un polvorín por orden de Eugenio de Beauharnais, virrey de Italia.
Durante la Primera Guerra Mundial, la cúpula fue alcanzada dos veces por bombas incendiarias que provocaron la destrucción de la linterna.

## Descripción

### Arquitectura

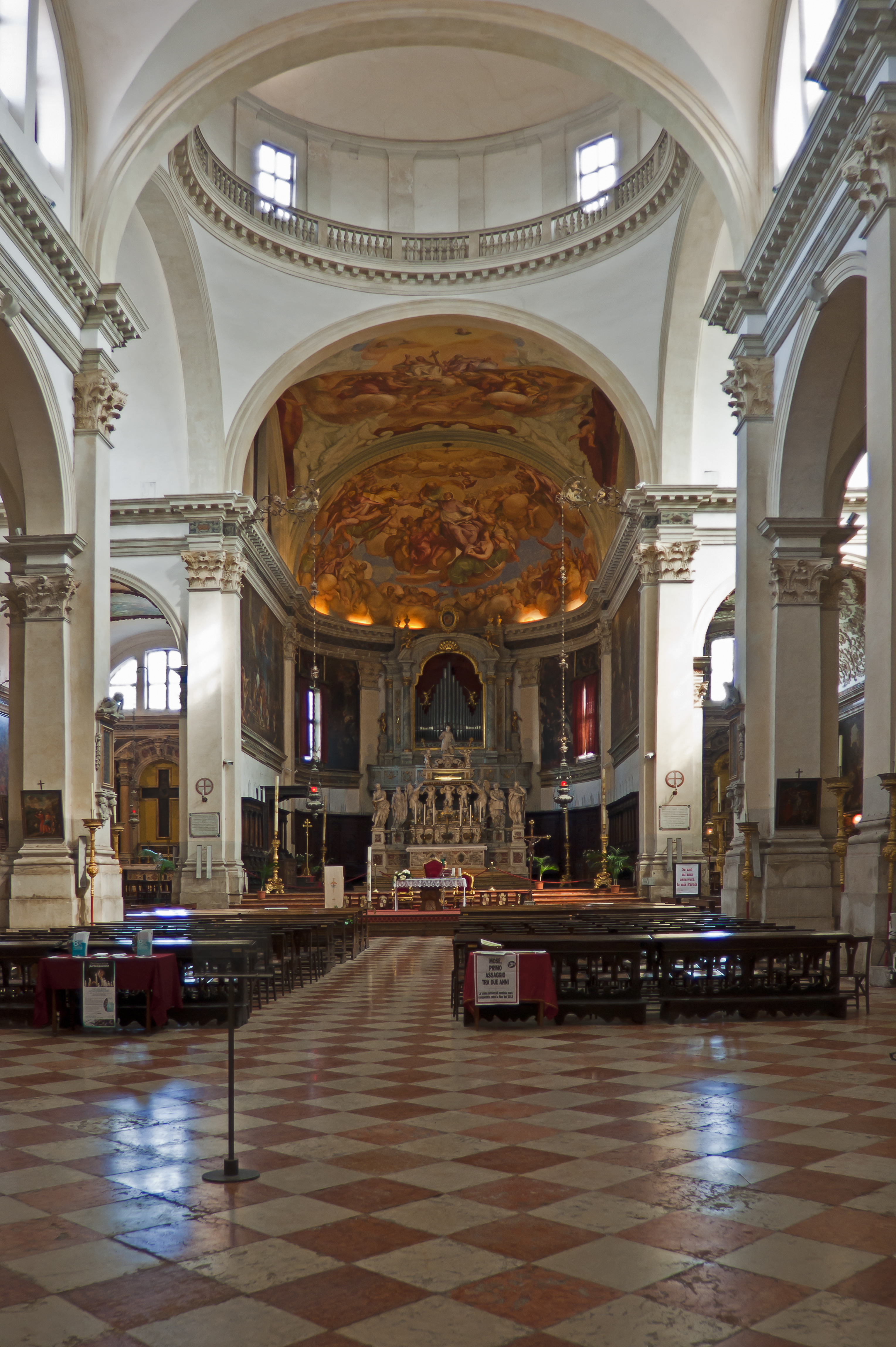
El interior

El plan actual se remonta a 1120 cuando un incendio devastó la iglesia anterior en 841. La estructura tenía tres naves, fachada tripartita y ábsides circulares. Junto a él se encontraba el baptisterio de San Giovanni Battista, ahora perdido.
La fachada actual no refleja exactamente el proyecto inicial de Andrea Palladio de 1568, pero es fiel a sus líneas esenciales. Observamos un sistema tripartito, con la parte central levantada, apoyada sobre cuatro semicolumnas, hay bases que rematan en un tímpano. El tema fundamental prevé un orden mayor correspondiente a la nave central, y uno menor con relación a las laterales. El conjunto está decorado con un bajorrelieve del siglo XIX que representa La Carità, obra del escultor Marsili. El estilo se puede describir como clásico.
El edificio tiene planta de cruz latina con tres naves divididas por tres arcos cada una, con un altar en su interior; en el cruce con el crucero se encuentra la cúpula.
El profundo presbiterio, que sigue la gran nave central de la iglesia, está flanqueado por dos capillas laterales.
El gran altar mayor en el que se guardan los restos de San Lorenzo Giustiniani, el primer Patriarca de Venecia, data de 1646. Fue obra de Clemente Molli, quien también se encargó de esculpir algunas de las estatuas presentes en él, a partir de un diseño de Baldassarre Longhena, quien también proyectó la capilla dedicada al cardenal Francesco Vendramin, en la nave lateral izquierda.

### Obra de arte

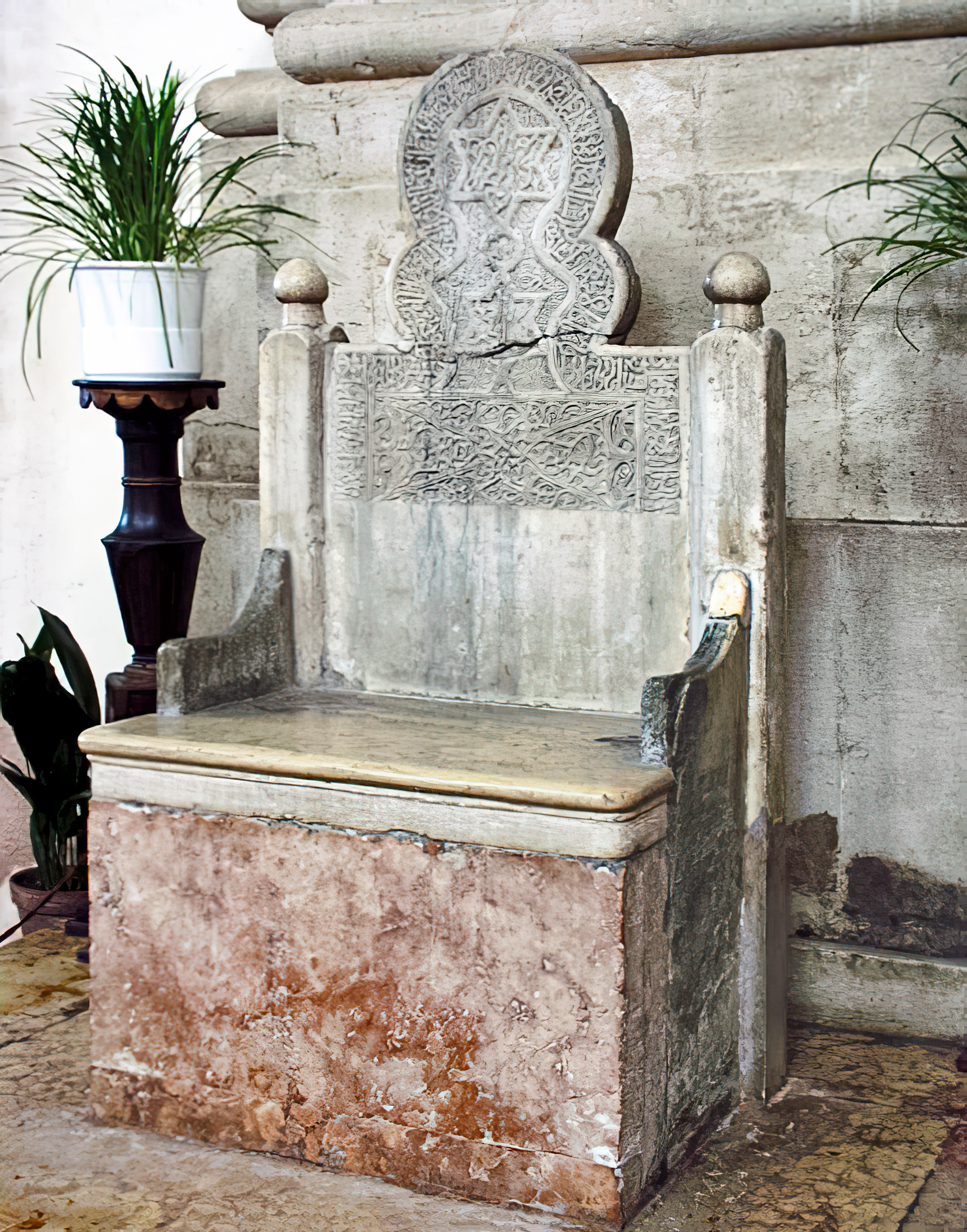
La Cátedra de San Pedro

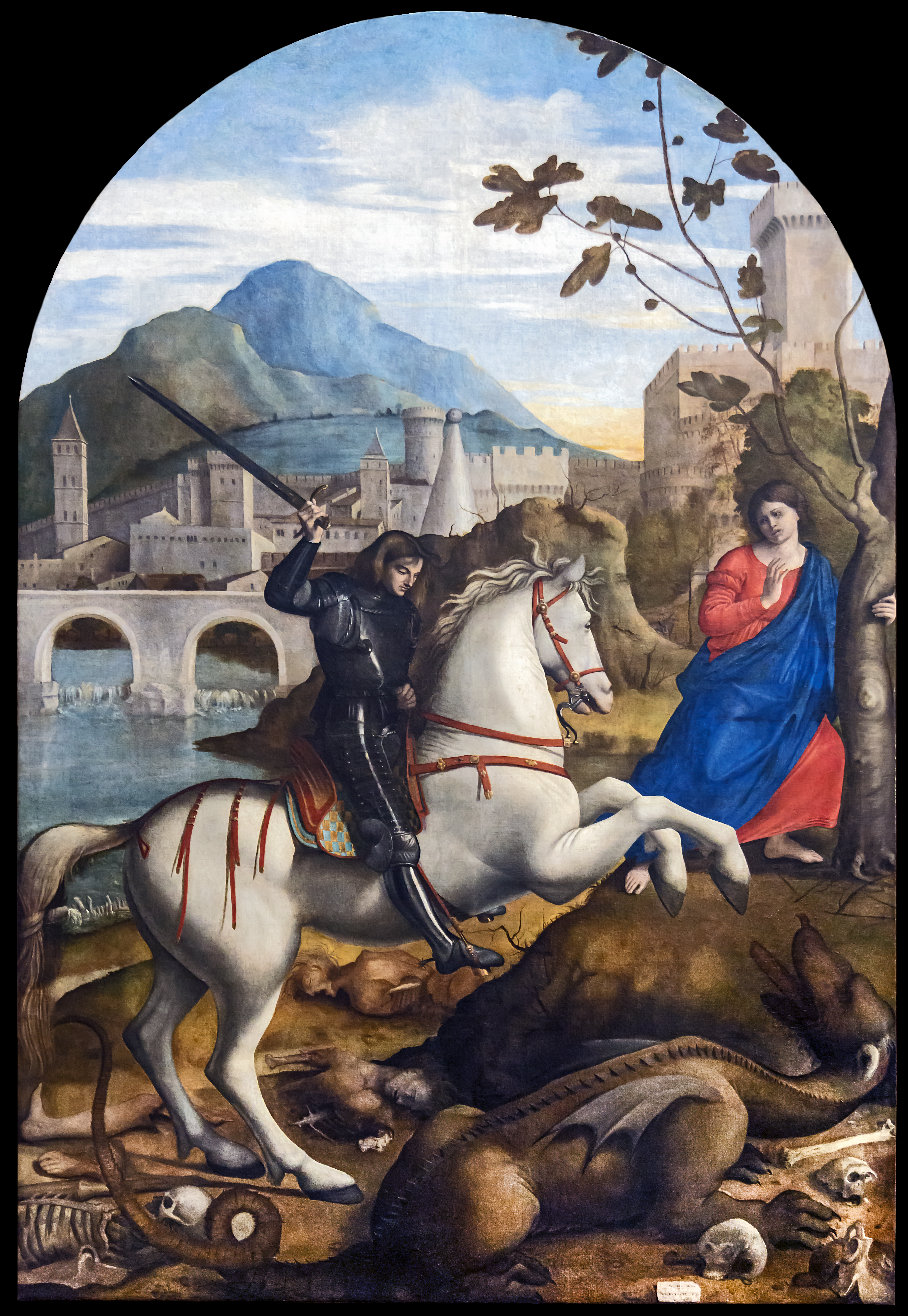
San Jorge y la princesa y el dragón de Marco Basaiti

La Cátedra de San Pedro, que según la tradición perteneció al mismo Apóstol cuando era obispo de Antioquía, se dice que fue donada al dux Pietro Tradonico por el emperador oriental Miguel III, en realidad está construida con un respaldo obtenido de una antigua estela funeraria islámica, con motivos decorativos árabes y grabados cúficos de versos del Corán : Sura III, vv. 192-194 "¡Oh Señor! Danos lo que nos prometiste, por boca de Tus Ángeles, y no nos avergüences en el día de la resurrección" y Sura XXIII, v. 118 "¡Y Tú perdonas! ¡Sé misericordioso! ¡Estás entre los mejores de los lamentables!"
En la nave lateral derecha , San Pietro in Cattedra y cuatro santos de Marco Basaiti, siglo XVI.
En el pasillo izquierdo, la capilla Vendramin, dedicada a Nuestra Señora del Monte Carmelo, contiene bajorrelieves de Michele Ungaro, 1675 y alberga el retablo de Luca Giordano de 1650 de la Virgen y el Niño con las almas en el Purgatorio. También en la nave lateral izquierda está la capilla Lando, con un retablo en mosaico de Arminio Zuccato, basado en un cartón quizás de Jacopo Tintoretto, 1570.
Entre las dos capillas la obra de Veronese de alrededor de 1585, los Santos Juan Evangelista, Pedro y Pablo, la Inmaculada Concepción de Giovanni Maria Morlaiter, del siglo XVIII, y El Martirio de San Juan Evangelista, de Padovanino.
Entre las principales pinturas de la basílica, podemos identificar la Cena de Emaús de Pietro Malombra y Antonio Vassilacchi, en la pared izquierda del portal.
Mientras que a la derecha, de Jacopo Beltrame, siglo XVI, Cena en casa de Simone, dos estatuas de Orazio Marinali, Fe y Meditación rodeando el Crucifijo de Jacopo Strada, siglo XVIII.
San Jorge y la princesa y el dragón, de Marco Basaiti; desde 1985 está depositado en la Gallerie dell'Accademia.
En la capilla a la derecha del altar mayor se puede admirar el gran fresco de Pietro Ricchi (conocido como il Lucchese) La adoración de los Magos (1658).

### Órgano
En el coro, detrás del altar mayor, se encuentra el órgano de tubos Nachini opus 276, construido en 1754 y restaurado por Pietro Bazzani en 1898.
El instrumento, de transmisión totalmente mecánica, tiene un solo teclado de 57 notas con una primera corchea y una pedalera de 18 notas (la 18.ª corresponde al tambor), 56434377combinado constantemente con el manual y con una primera octava.
La caja de madera barroca está pintada imitando mármol y tiene decoraciones en relieve en madera dorada. En el centro, la exposición, formada por 25 caños principales con bocas de escudo alineadas horizontalmente, dispuestos en una sola cúspide con alas laterales.

### Campanario
El campanario comenzó a construirse en 1463, fue dañado por un rayo y reconstruido en 1482 por Mauro Codussi, en piedra de Istria expuesta. La cúpula de la parte superior, de madera cubierta con placas de plomo y decorada con una pequeña linterna, fue demolida y reconstruida en 1670, el 17 de octubre de 1822, alcanzada por un rayo, fue destruida definitivamente.
Dada la pendiente del campanario, las campanas suenan con badajos que caen. Alberga 5, de los cuales los 2 grandes fueron fusionados por los Hermanos De Poli de Ceneda (TV) en 1870 y los 3 pequeños por Domenico Dalla Venezia en 1825.